# Pierre Darmon
Pierre Darmon (n. 14 de enero de 1934 en Túnez, Túnez) es un exjugador de tenis francés que se lo recuerda por haber alcanzado la final del Campeonato Francés de 1963.

## Torneos de Grand Slam

### Finalista Individuales (1)
| Año  | Torneo             | Oponente en la final | Resultado       |
| 1963 | Campeonato Francés | Roy Emerson          | 6-3 1-6 4-6 4-6 |

### Finalista Dobles (1)
| Año  | Torneo    | Pareja              | Oponentes en la final          | Resultado       |
| 1963 | Wimbledon | Jean-Claude Barclay | Rafael Osuna / Antonio Palafox | 6-4 2-6 2-6 2-6 |